# Cal Xamanet
Cal Xamanet és una obra de Pontons (Alt Penedès) declarada bé cultural d'interès nacional.

## Descripció
Cal Xamanet està situada a sota de la serra d'Ancosa, al veïnat de Campdàsens, a la part alta del terme i a prop de la carretera que va a Valldossera. Fou construïda entre les torres de Cal Rei i de Can Guixó. És una masia adossada a una torre de defensa i té una planta també gairebé quadrada. Sembla que les seves mides són molt semblants a les de Cal Rei. És formada per tres plantes i coberta amb una teulada de doble vessant. La porta d'entrada és situada a la façana orientada cap al migjorn. Aquesta porta devia ésser acabada amb un arc format per dovelles, tot i que ara siguin difícils de veure a causa d'ésser tot calcinat. Hi ha contraforts i espitlleres. L'aparell constructiu dels murs perimetrals és gairebé igual al que trobem a la propera torre de Cal Rei. Als angles hi ha carreus de pedra grans i ben tallats. Tot l'edifici, actualment, és molt transformat i continua essent habitat.

## Història
Cal Xamanet forma part d'un conjunt de masies organitzades al voltant d'una torre de defensa medieval. D'aquesta casa forta, igual que de Can Guixó i la Torre de Cal Rei, no han pervingut als nostres dies notícies històriques documentals; cal dir, però, que com en el cas de les cases fortes que acabem d'esmentar, es trobava inclosa dins el terme del castell de Pontons i que probablement formà part de les possessions del monestir de Santes Creus.